# Манише
Ну́ну Рика́рду де Оливе́йра Рибе́йру (порт. Nuno Ricardo de Oliveira Ribeiro; 11 ноября 1977, Лиссабон, Португалия), более известный как Мани́ше (порт. Maniche) — португальский футболист, полузащитник. Свой псевдоним взял в честь ведущего игрока лиссабонской «Бенфики» 1980-х, датчанина Микаэля Маннике. Его младший брат, Жорже Рибейру — защитник лиссабонского «Атлетико», также имеющий опыт выступления за национальную сборную.

## Карьера

### Игровая
«Порту» приобрёл футболиста на правах свободного агента у «Бенфики», которая не могла предложить те же финансовые условия. Уже в «Порту» атакующий полузащитник с отличным ударом стал игроком сборной страны, а в 2005 году был продан за 16 млн евро в московское «Динамо». Вместе с ним в московский клуб поехал и его младший брат Жорже Рибейру. Однако, отыграв совсем непродолжительное время за клуб, Манише заявил, что ему не подходят ни страна, ни её климат, ни её чемпионат. Он был отдан в аренду в лондонский «Челси», а затем продан в мадридский «Атлетико» за € 9 млн. Не имея постоянного места в основе, португалец в 2008 году был отдан в аренду «Интернационале».
5 мая 2009 года «Атлетико» расторг контракт с Манише за два месяца до его окончания. Причиной стала серия скандалов. Ранее хавбек был отстранён от тренировок команды за нарушение клубных правил вместе с греческим защитником Юркасом Сейтаридисом — они не посетили матч чемпионата Испании со «Спортингом», на который не были включены в заявку, чем навлекли на себя гнев главного тренера команды Абеля Ресино.
16 мая 2010 года Манише по обоюдному соглашению сторон расторг контракт с немецким «Кёльном», за который он выступал в сезоне 2009/10. 6 июля 2011 года игрок расторг контракт со «Спортингом» по взаимному согласию. Не имея игровой практики практически год после ухода из лиссабонского клуба, Манише завершил карьеру в мае 2012 года.

### Тренерская
Летом 2013 года стал ассистентом главного тренера португальского клуба «Пасуш де Феррейра» — бывшего партнёра по «Динамо», «Порту» и сборной Португалии Коштиньи. Контракт с клубом подписал на 2 года.

## Достижения

### Командные
«Порту»
- Чемпион Португалии: 2002/03, 2003/04
- Обладатель Кубка Португалии: 2002/03
- Обладатель Суперкубка Португалии: 2003, 2004
- Обладатель Кубка УЕФА: 2002/03
- Победитель Лиги чемпионов УЕФА: 2003/04
- Обладатель Межконтинентального кубка: 2004

«Челси»
- Чемпион Англии: 2005/06

«Интер»
- Чемпион Италии: 2007/08

Сборная Португалии
- Серебряный призёр чемпионата Европы 2004

### Личные
- Команда года по версии УЕФА: 2004
- Символическая сборная чемпионата Европы: 2004
- Член символической сборной чемпионата мира 2006
- Офицер ордена Инфанта дона Энрике (2004)
- Медаль за заслуги ордена Непорочного зачатия Девы Марии Вилла-Викозской (2006)